# 크리스 힙킨스
크리스토퍼 존 "크리스" 힙킨스(영어: Christopher John "Chris" Hipkins, 1978년 9월 5일~)는 뉴질랜드의 정치인이자 제41대 총리이다. 2023년부터 뉴질랜드 노동당 대표를 맡고 있으며, 저신다 아던의 뒤를 이어 뉴질랜드 총리로 취임했다.
총리 취임 전에는 교육부 장관, 경찰 장관, 공익부 장관, 하원 의장을 역임하였다. 2008년 선거 이후 레무타카의 의원(MP)으로 재직했으며, 2020년 7월부터 11월까지 보건부 장관, 2020년 11월부터 2022년 6월까지 코로나19 대응부 장관을 역임하는 등 뉴질랜드의 코로나19 범유행에서 두각을 나타낸 인물이다.
2023년 1월 21일 저신다 아던의 뒤를 이어 노동당 대표가 될 유일한 후보가 되었다. 그는 2023년 1월 22일에 당 대표가 되었고 2023년 1월 25일에 총독에 의해 41대 총리로 임명되었다.

## 역대 선거 결과
| 선거명      | 직책명                    | 대수 | 정당            | 득표율 | 득표수   | 결과 | 당락                   |
| ----------- | ------------------------- | ---- | --------------- | ------ | -------- | ---- | ---------------------- |
| 2008년 선거 | 하원의원(레무타카 선거구) | 49대 | 뉴질랜드 노동당 | 39.27% | 13,735표 | 1위  | 레무타카 하원의원 당선 |
| 2011년 선거 | 하원의원(레무타카 선거구) | 50대 | 뉴질랜드 노동당 | 51.96% | 15,938표 | 1위  | 레무타카 하원의원 당선 |
| 2014년 선거 | 하원의원(레무타카 선거구) | 51대 | 뉴질랜드 노동당 | 52.99% | 19,286표 | 1위  | 레무타카 하원의원 당선 |
| 2017년 선거 | 하원의원(레무타카 선거구) | 52대 | 뉴질랜드 노동당 | 55.98% | 21,725표 | 1위  | 레무타카 하원의원 당선 |
| 2020년 선거 | 하원의원(레무타카 선거구) | 53대 | 뉴질랜드 노동당 | 68.57% | 29,217표 | 1위  | 레무타카 하원의원 당선 |
| 2023년 선거 | 하원의원(레무타카 선거구) | 54대 | 뉴질랜드 노동당 | 54.92% | 19,108표 | 1위  | 레무타카 하원의원 당선 |